# Secretaría de Minería
La Secretaría de Minería de Argentina es una repartición que depende del Ministerio de Economía, encargada de la gestión de las políticas del Poder Ejecutivo Nacional para el diseño e implementación de acciones destinadas a promover el desarrollo de la minería en Argentina. 
La secretaría funcionó, bajo esta denominación, entre 1983 hasta 1989, entre 1992 hasta 1995 y su última refundación fue en 2019.

## Historia
Fue establecida el 10 de diciembre de 1983 por decreto del presidente Raúl Alfonsín.Antes de esto, existía la Secretaría de Industria y Minería, que hasta diciembre de 1981 tenía el grado de ministerio.
El primer titular de la secretaría fue Juan Eduardo Barrera, designado el 10 de diciembre de 1983.
El 20 de julio de 1989, y por decreto 355/89 del presidente Carlos Menem, se modificó la estructura del Ministerio de Economía y la Secretaría de Minería desapareció.Posteriormente, por el Decreto 479, el 14 de marzo de 1990, se creó la Subsecretaría de Industria y Comercio, que absorbió sus funciones.Un año después aquella subsecretaría pasó a ser una secretaría.
Entre agosto de 1992 y diciembre de 1995, la Secretaría de Minería reapareció como parte del Ministerio de Economía y Obras y Servicios Públicos.A fines del año 1995, cuando el Ministerio de Economía realizó varias reestructuraciones para reducir el número de Secretarías de Estado que tenía, Carlos Magariños, que tenía a su cargo la Secretaría de Industria desde 1993, fue designado Secretario de Minería e Industria de la Nación.
En 2019, durante la presidencia de Alberto Fernández, se creó la Secretaría de Minería nuevamente, abandonando el nombre de Secretaría de Política Minera que tenía hasta entonces. Desde su creación, formó parte del Ministerio de Desarrollo Productivo hasta la disolución del ministerio en 2022, momento en el que pasó a formar parte de la estructura secretarial del Ministerio de Economía.